# Eryngium embergeri
Eryngium embergeri là một loài thực vật có hoa trong họ Hoa tán. Loài này được Sennen mô tả khoa học đầu tiên năm 1933.